# Geißbockversteigerung

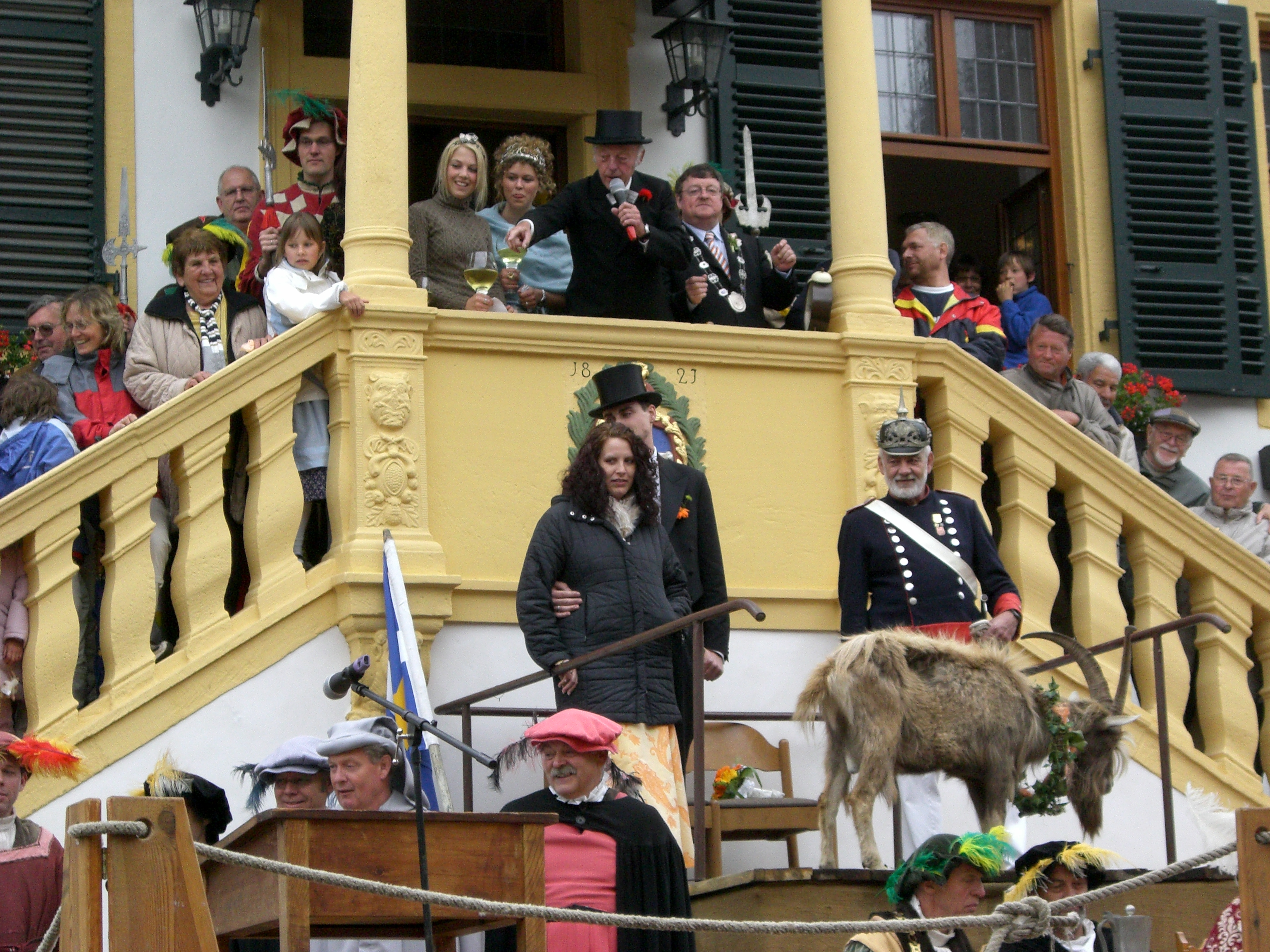
Versteigerung auf der Doppelfreitreppe

Die Geißbockversteigerung ist ein altes Stadtfest, das jedes Jahr am Dienstag nach Pfingsten in der vorderpfälzischen Stadt Deidesheim an der Weinstraße (Rheinland-Pfalz) gefeiert wird. Höhepunkt ist die Versteigerung eines Geißbocks.

## Hintergrund
Das Fest geht zurück auf einen alten Pfingst-Rechtsbrauch: Mehrere Jahrhunderte lang hatte die Stadt Lambrecht als Ausgleich für die Gewährung von Weiderechten im Waldgebiet der Stadt Deidesheim alljährlich einen Geißbock zu liefern. Die Abgeltung von Weiderechten wurde vielerorts in brauchtümlichen Handlungen vorgenommen, die auf einen gerechten wirtschaftlichen Ausgleich bedacht und rechtsverbindlich waren; neben der Ablieferung des Lambrechter Geißbocks an Deidesheim sind in der Nähe weitere solcher Bräuche überliefert: Der Käskönig von Dürkheim, der „Weiberbraten“ von Berghausen, die Käselieferungen in Enkenbach und die der Gommersheimer an die Harthausener, die Ablieferung von Milchsuppe und Eierfladen in Herxheim am Berg sowie das Heimat- und Karpfenfest in Otterstadt, das auf die Abgabe eines Karpfens an die Schifferstädter zurückgeht.

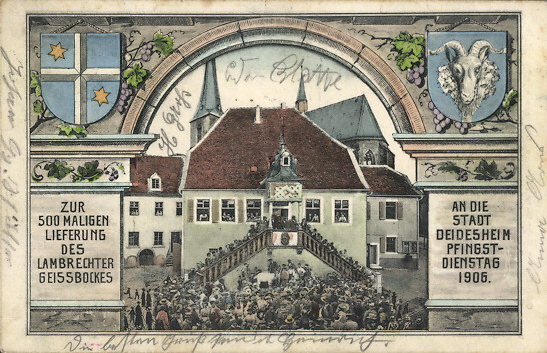
Eine Postkarte zum 500. Jubiläum der Geißbockversteigerung (1906) als Beispiel, wie das Fest beworben wurde.

Mit der Verbreitung der permanenten Stallfütterung und dem Bedeutungsverlust der Landwirtschaft wurden die Weideberechtigungsbräuche ihres eigentlichen Kerns beraubt. In einigen Fällen wurden sie von neuen Brauchtumsträgern weitergepflegt; die Geißbockversteigerung ist ein Beispiel dafür, wie es gelang, das Weiterbestehen des antiquierten Weideberechtigungsbrauchs durch die Anbindungen an ein Fest als touristische Spielhandlung zu sichern. In der zweiten Hälfte des 19. Jahrhunderts entwickelte sich aus der ehemals ernsten Abmachung, der Bringschuld Lambrechts, an ein Volksfest, das sich erfolgreich um die Bewahrung der alten Tradition bemüht. Schätzungen zufolge lockt es jedes Jahr etwa 4000 Besucher in die Stadt.

## Geschichte

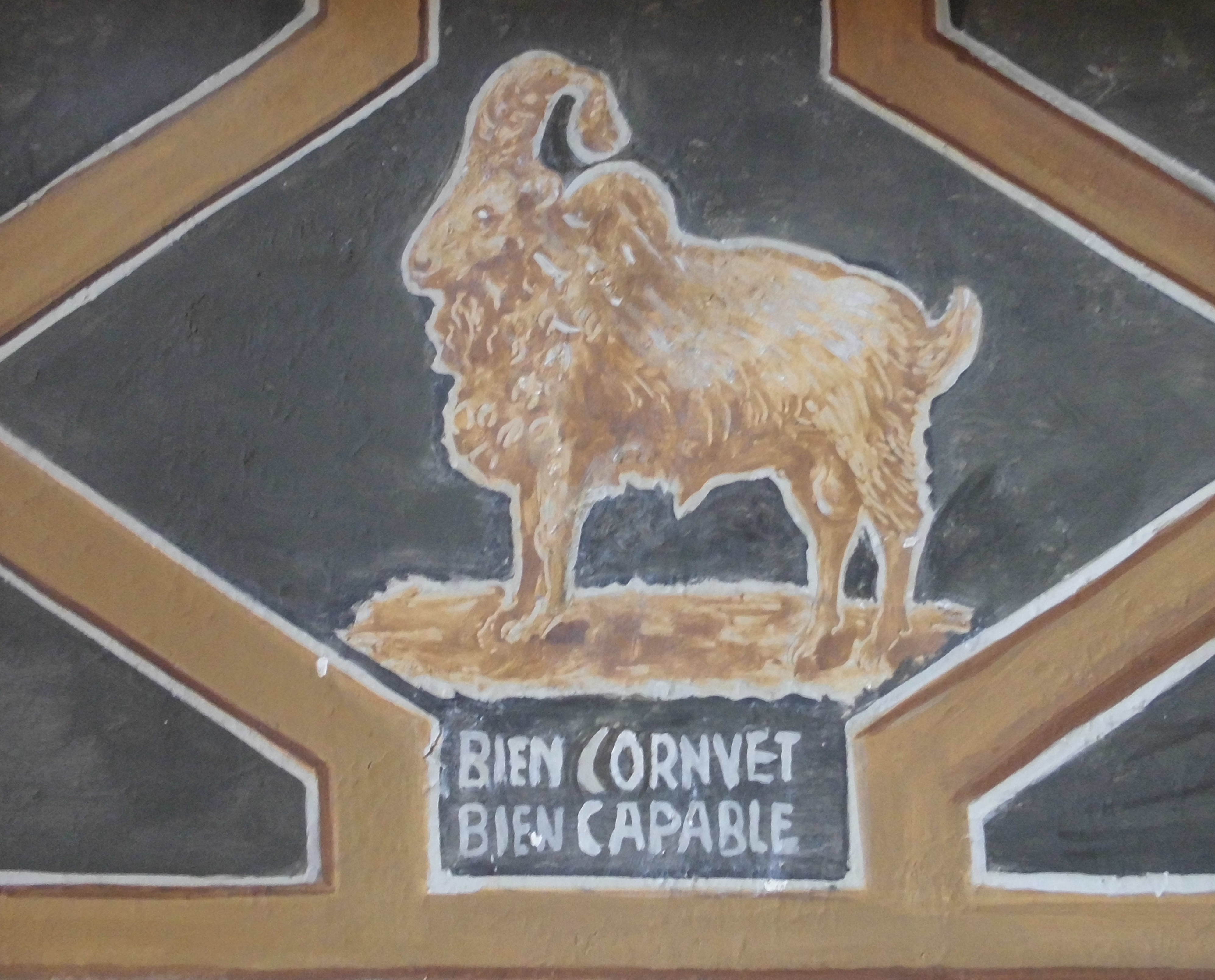
Wandbemalung im Ratssaal des historischen Rathauses mit einem Hinweis auf die Eigenschaften, die der Tributbock aufweisen sollte.

Die einige Kilometer von Deidesheim entfernt im Pfälzerwald gelegene Stadt Lambrecht besaß seit dem Jahr 1404 die Erlaubnis, im Deidesheimer Hinterwald Hornvieh weiden zu lassen. Als Gegenleistung, die erstmals 1534 erwähnt wurde, vermutlich aber schon davor gefordert worden war, hatte Lambrecht jeden Pfingstdienstag bei Sonnenaufgang an Deidesheim einen Ziegenbock zu liefern. Dieser musste nach damaliger Formulierung „bene cornutus et bene capabilis“ (lat. für „gut gehörnt und wohl gebeutelt“) sein, damit er für die Zucht verwendet werden konnte. Der jüngste Lambrechter Bürger – seit 1934 das jüngste Brautpaar, da es den Eintritt in das Bürgerrecht im alten Sinne nicht mehr gab – hatte die Aufgabe, den Geißbock in Deidesheim abzuliefern. Der Bock wurde dann dort zu Gunsten des Stadtsäckels versteigert. Zwischen den beiden Städten gab es jedoch immer wieder Streitigkeiten um die Qualität des Bocks.
Anfang des 19. Jahrhunderts – inzwischen gehörte die linksrheinische Pfalz vorübergehend zum französischen Staatsgebiet – kam es wieder einmal zu einer Auseinandersetzung. Deidesheim schickte einen Boten zu Napoleon Bonaparte, damit dieser den Streit beende. In seinem Feldlager während der Eroberung Spaniens unterzeichnete der Feldherr am 26. November 1808 folgendes Dekret: „Die alten Weiderechte werden weiter gewährt, jedoch dass sie [Anm.: die Stadt Lambrecht] die gewöhnliche Recognition eines wohlgehörnten und wohlgebeutelten Geißbockes auch fernerhin entrichte …“
Im Jahr 1851 – nun unter bayerischer Verwaltung – entbrannte neuerlicher Streit. Deidesheim lehnte den von Lambrecht gelieferten Bock ab, weil er die geforderten Eigenschaften nicht besitze und zudem die Lieferung erst nach Sonnenaufgang erfolgt sei. Auch im nächsten Jahr wurde der Geißbock nicht akzeptiert, so dass Lambrecht die Lieferungen einstellte. Schließlich erhob Deidesheim Klage, und 1857 entschied das Appellationsgericht in Zweibrücken den Prozess: Lambrecht musste die vertraglich zugesicherten Böcke für die Jahre 1851 bis 1857 nachliefern und Deidesheim die Gerichtskosten übernehmen. Deshalb wurden im Jahr 1858 acht Böcke geliefert, von denen allerdings auch wieder einer abgelehnt wurde.
Lange Zeit war es für die Stadt Lambrecht nicht einfach, einen geeigneten Geißbock zu beschaffen; 1910 musste gar ein Bock aus Thüringen angekauft werden. Der Grund war, dass die damals in der Pfalz bevorzugt gehaltene Saanenziege keine Hörner hatte, den Anforderungen also nicht entsprechen konnte.
Ein ähnliches Abkommen wie mit Lambrecht hatte Deidesheim mit den Ortschaften Neustadt an der Weinstraße, Haardt und Gimmeldingen getroffen: Zur Abgeltung ihrer Weiderechte mussten diese Orte dem Rat von Deidesheim alljährlich einen Imbiss geben. Aus dieser Verpflichtung konnten sich die drei Orte jedoch 1755 mit einer Einmalzahlung freikaufen.
Abgesehen von den Streitigkeiten um den Geißbock waren es Kriegszeiten, die eine Geißbocklieferung verhinderten: So wurde 1704 kein Geißbock von Lambrecht an Deidesheim geliefert, als zu Beginn des Spanischen Erbfolgekriegs französische Truppen unter General Tallard das Neustadter Tal besetzt hielten; aus den Jahren 1794–1797, während des Ersten Koalitionskriegs, gibt es keine Aufzeichnungen darüber, dass ein Geißbock geliefert wurde. Während des Ersten und Zweiten Weltkriegs dagegen wurde in jedem Jahr ein Geißbock geliefert und versteigert; 1944 wurde die Versteigerung wegen der Gefahr von Luftangriffen allerdings nicht vor dem Rathaus, sondern in der Halle der Winzergenossenschaft abgehalten. Auch im Mai 1945, wenige Tage nach der Kapitulation des Dritten Reichs im Zweiten Weltkrieg, fand die Geißbockversteigerung statt.
In den Jahren der COVID-19-Pandemie, 2020 und 2021, wurde von Lambrecht wie üblich ein Geißbock an Deidesheim abgeliefert, allerdings war es nicht möglich, eine öffentliche Versteigerung abzuhalten. Deshalb wurden am Pfingstdienstag 2022 gleich drei Geißböcke nacheinander versteigert.

## Festablauf

### Wanderung nach Deidesheim

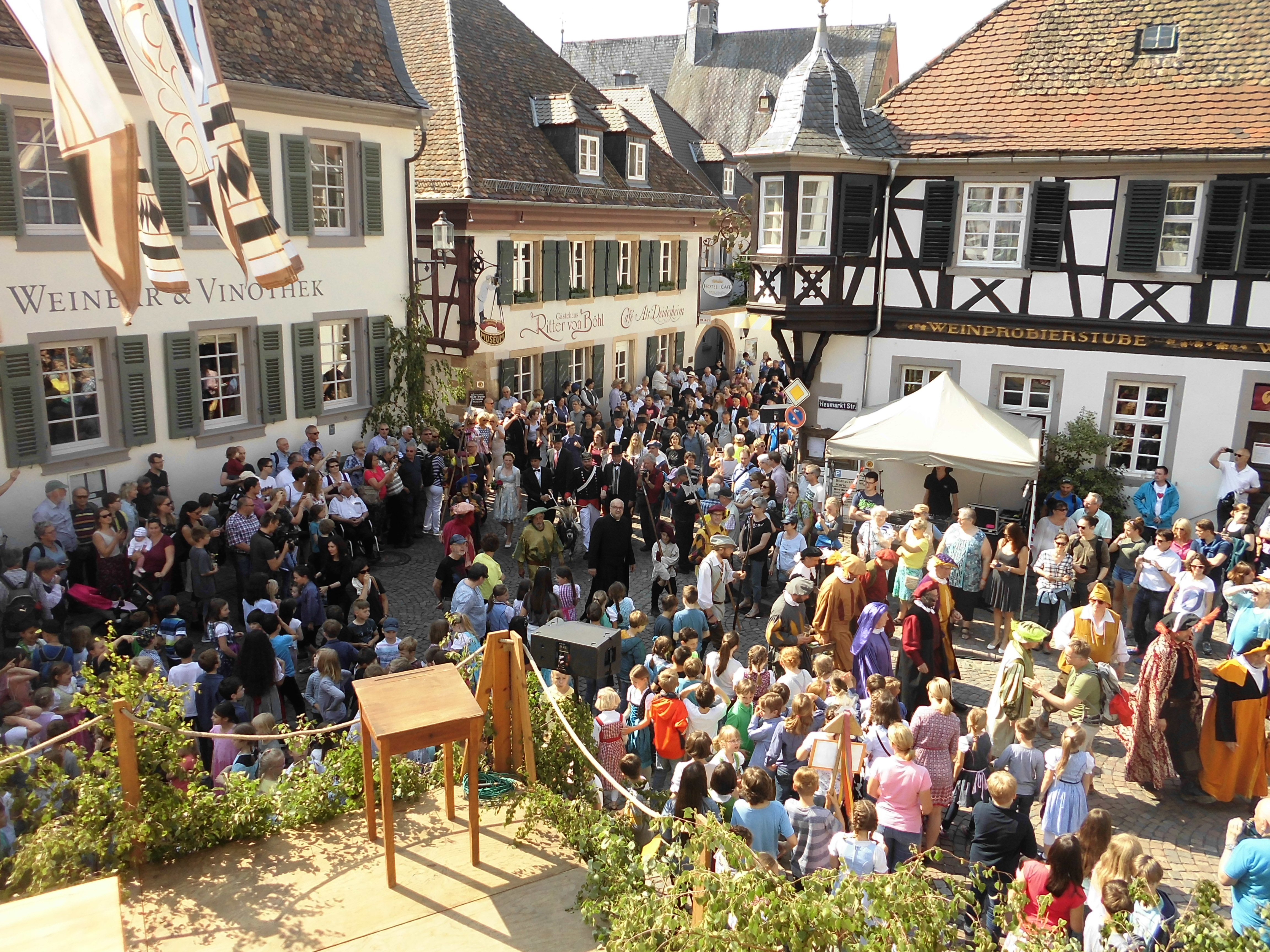
Die Wanderer und der Geißbock treffen beim Rathaus ein.

Der Tributbock muss durch das jüngste Lambrechter Brautpaar zum Sonnenaufgang an der Deidesheimer Waldgrenze übergeben werden. Diese liegt etwa drei Fußstunden von Lambrecht entfernt. Um 5:30 Uhr morgens setzt sich in Lambrecht eine Art Volkswanderung in Bewegung, denn das junge Brautpaar wird auf dem Geißbockweg von bis zu 400 Personen begleitet.
An der Deidesheimer Hütte wird die Gruppe dann von einem als „fürstbischöflicher Waldhüter“ kostümierten Deidesheimer nebst einem Fähnlein „Stadtsoldaten“ begrüßt. Der Waldhüter verliest den Geleitbrief und kredenzt dem Lambrechter Ehepaar einen Schluck Wein aus seinem Schlotterkrug. Nach dem Absingen des Lambrechter Geißbockliedes erfolgt der Marsch zur Deidesheimer Stadtgrenze.
Um 10 Uhr wird die Gruppe am südlichen Ortseingang von der Deidesheimer Delegation, bestehend aus Bürgermeister, Stadtrat, Kolpingkapelle, den Grundschülern der Stadt und einer großen Anzahl Schaulustiger, in Empfang genommen. Hier singen die Grundschüler das Deidesheimer Geißbocklied. Gemeinsam ziehen dann alle zum Platz vor dem historischen Rathaus, auf dem sich das Hohe Stadtgericht einfindet.

### Verhandlung des „Hohen Stadtgerichts“

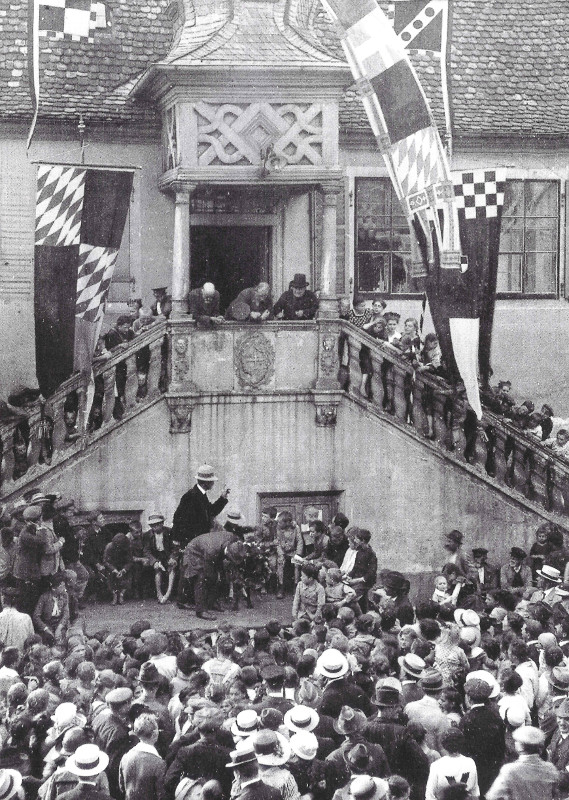
Der Bock wird auf seine „Gebräuchlichkeit“ untersucht; damals – um 1910 – noch nicht im Rahmen eines Historienspiels.

Der Bräutigam überreicht die Übergabeurkunde an den „Schultheiß“. Dann beginnt die Verhandlung des Stadtgerichts, in deren Verlauf der Bock auf seine Hörnung und seine Zuchtfähigkeit überprüft wird. Während die Stadtrichter die Frage, ob der Geißbock gut gehörnt ist, durch bloßes Hinsehen für sich selbst beantworten können, bedarf es bei der Frage um die Beschaffenheit seines Beutels der Expertise des „fürstbischöflichen Viehhofmeisters“. Dieser nimmt mit geübten Fingern eine Untersuchung vor und gibt sein Einverständnis mit den Worten: „… und was seine Gebräuchlichkeit angeht, da steh’ ich mit meinem Wort dafür, dass der Bock was taugt für die Zucht.“ Wenn es keine Beanstandungen gibt, gilt der Bock als angenommen.
Weiteren Diskussionsstoff für das Stadtgericht liefert nun die Frage nach der Aufteilung des am Abend fälligen Steigpreises für den Geißbock. Nach einem alten Vertrag ist der Erlös der Auktion zwischen Deidesheim und dem Nachbarort Niederkirchen im Verhältnis 2:1 aufzuteilen, weil beide Orte nach der Teilung der Gemeinden 1819 noch bestimmte Flächen und Wege gemeinsam nutzen. Allerdings muss die Aufteilung nur dann erfolgen, wenn der Bürgermeister von Niederkirchen bei Sonnenaufgang der Bockübergabe im Wald und am Abend der Versteigerung beigewohnt hat. Zur Erheiterung der Festteilnehmer wird jedoch vom Stadtgericht angemerkt, dass er bei der morgendlichen Übergabe gefehlt habe, aber am Vortag in Deidesheim gesehen worden sei. Nach den Worten „So mag ihm der gute Deidesheimer Wein wohl nicht bekommen sein, denn er ist stark und hat schon manchen von den Beinen jäh gerissen“ wird schließlich entschieden, dass der Anspruch Niederkirchens auf ein Drittel des Steigpreises für dieses Jahr wieder einmal verwirkt sei.
Nach der Sitzung des Stadtgerichts bekommt das Lambrechter Brautpaar wie vereinbart Käsebrot und Wein. Die Veranstaltung hat nun bis nachmittags Pause; der Bock darf sich mit frischem Gras für seine Versteigerung stärken.

### Vorbereitung der Versteigerung

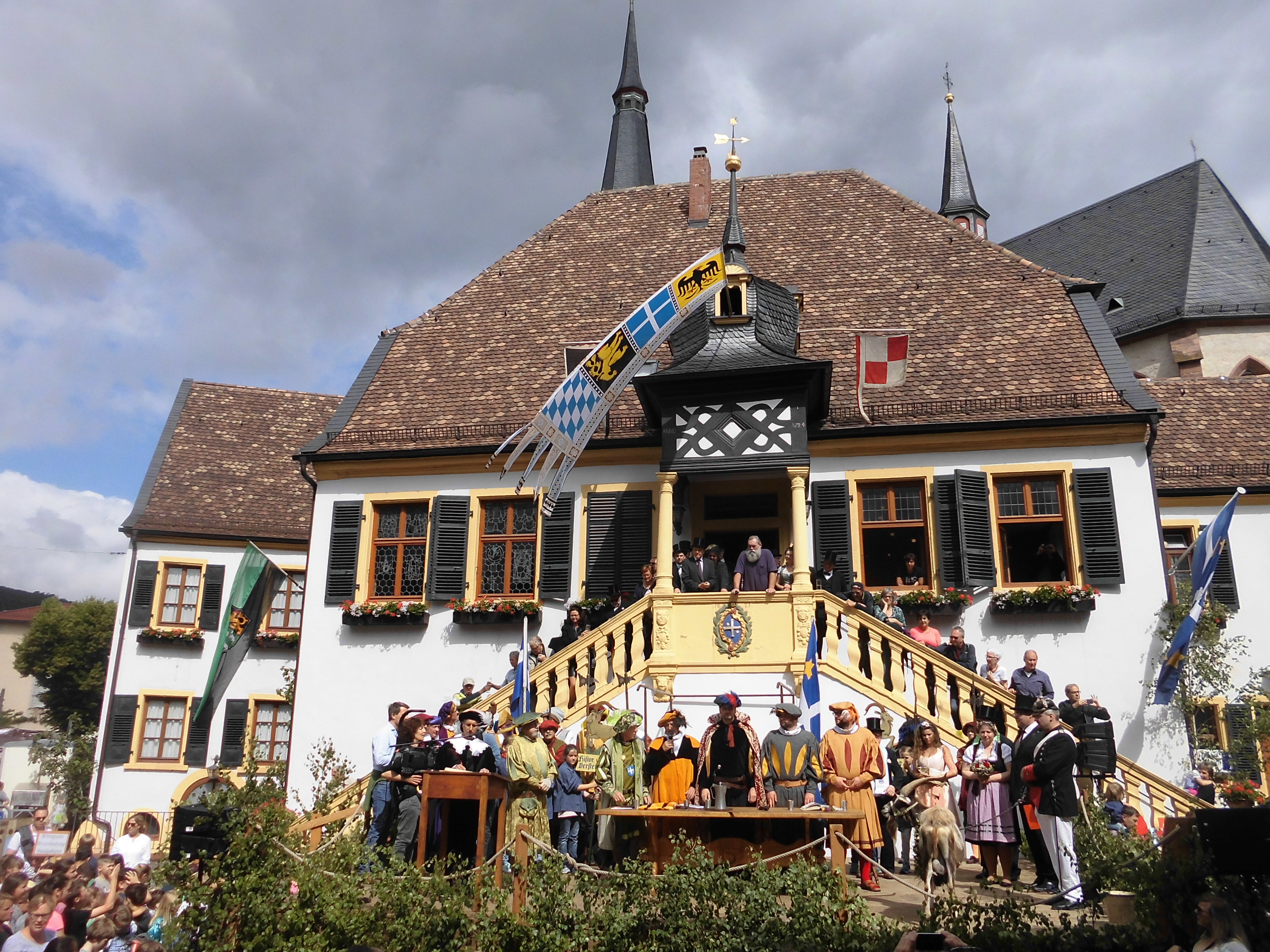
Das Hohe Stadtgericht tagt.

Um 15 Uhr geht die Veranstaltung weiter mit einem Standkonzert der Kolpingkapelle. Ab 16 Uhr findet ein folkloristisches Programm statt – mit Volkstänzen der Trachtengruppe, mit dem Fassschlüpfen und dem Küferschlag. Das Fassschlüpfen ist ein Wettstreit unter Buben und Mädchen, bei dem es darauf ankommt, möglichst schnell durch das Fasstürchen eines Holzfasses in dieses hinein- und wieder herauszukommen; es erinnert an eine Zeit, als Kinder noch Holzfässer zu säubern hatten, in die ein Erwachsener nicht hineingepasst hätte. Der Küferschlag ist ein historischer Wechselgesang zwischen einem Küfermeister und seinen Gesellen. Da es in Deidesheim keine Küfer mehr gibt, wird das Lied vom Männergesangsverein Liederkranz vorgetragen.
Nun beginnt eine weitere Sitzung des Stadtgerichts. Dabei wird das am Morgen getroffene Urteil bezüglich der Annahme des Geißbocks noch einmal bestätigt. Dann werden mit den Abgesandten von Neustadt, Gimmeldingen und Haardt die Weiderechte für das kommende Jahr verhandelt. Der Niederkirchener Bürgermeister tritt ebenfalls vor das Stadtgericht und erbittet für den Nachbarort den Anteil am Steigpreis; dieser wird ihm jedoch vom Stadtgericht mit dem Verweis auf die Vertragsbedingung abgeschlagen. Nach der Sitzung folgen die Grußworte des Deidesheimer Bürgermeisters, der Pfälzischen Weinkönigin sowie der Weinprinzessin der Verbandsgemeinde Deidesheim.
Seit 1949 gibt es einen Wettbewerb, bei dem das Publikum bis zum Beginn der Versteigerung den voraussichtlichen Steigpreis schätzen kann. Den Personen, die dem Ergebnis am nächsten kommen, winken Gutscheine der Deidesheimer Gastronomie und diverse Weinpreise.

### Versteigerung

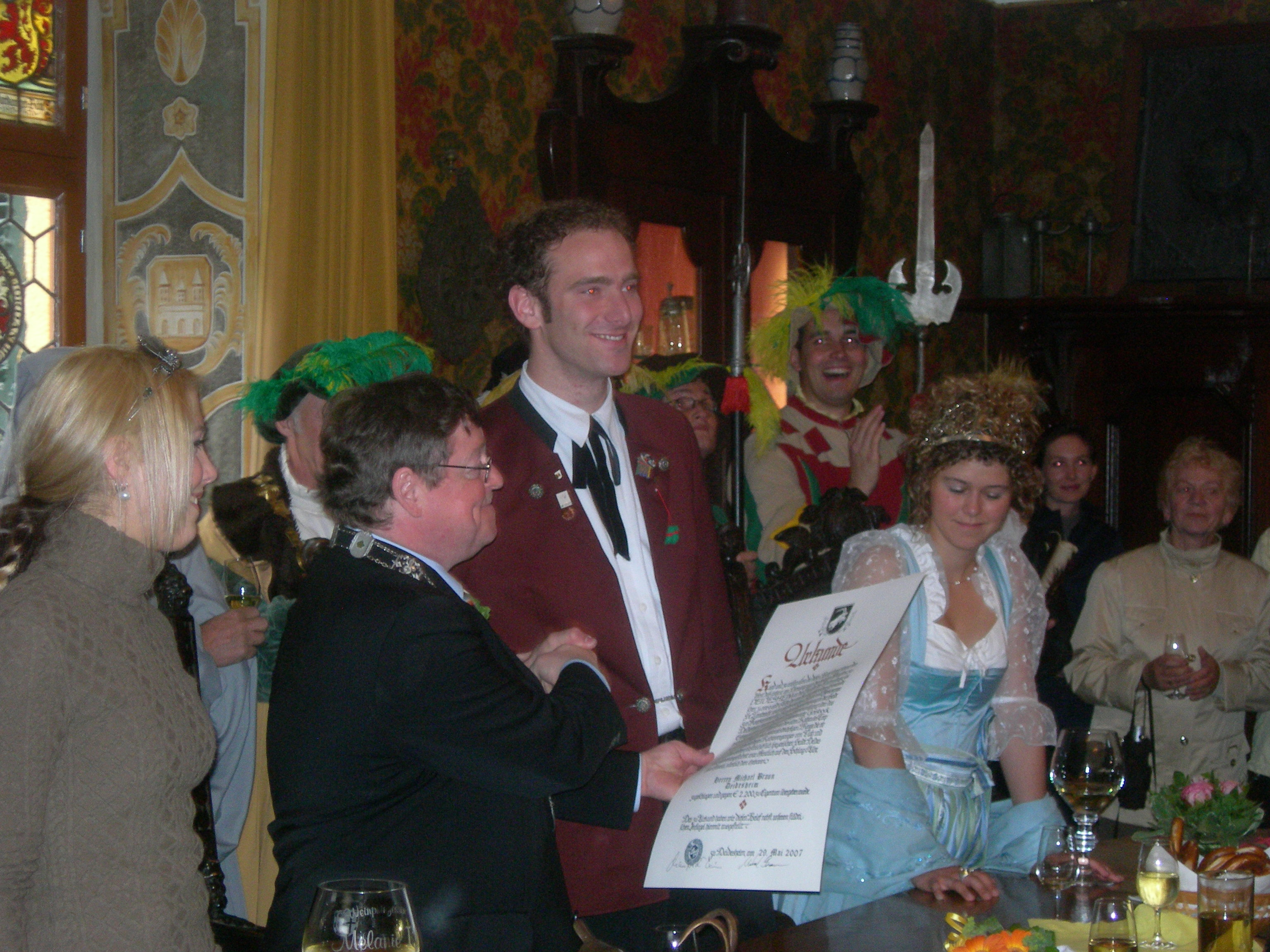
Übergabe der Urkunde

Nachdem die Versteigerungsbedingungen verlesen sind, beginnt genau um 17:45 Uhr die größte Glocke im Turm der benachbarten katholischen Ulrichskirche zu läuten, und die Auktion auf der doppelseitigen Rathaustreppe nimmt ihren Lauf. Exakt „mit dem Schlag der sechsten Stund“, dem letzten Glockenschlag der Pfarrkirche um 18 Uhr, fällt der Hammer.
Der Ersteigerer muss im Ratssaal den Steigpreis bar auf den Tisch des Bürgermeisters legen, bevor er den Geißbock samt Urkunde mitnehmen darf. Die für die Böcke gezahlten Summen schwanken beträchtlich; sie betrugen in den letzten zehn Jahren zwischen 2100 und 7700 Euro.

## Bühnenwerke und Film
Die Vorlage zum Historienspiel um das Hohe Stadtgericht, das vor dem Deidesheimer Rathaus dargeboten wird, entstammt zu Teilen den Historischen Pfingstfestspielen Deidesheim/Pfalz, die an Pfingsten 1927 mit über hundert Mitwirkenden an der Alten Bleiche aufgeführt wurden. Geschrieben wurde dieses Stück von dem Lambrechter Autor Karl Rauch. Die Handlung des Stückes spielte im Jahr 1528, zu einer Zeit also, in der Deidesheim noch zum Hochstift Speyer gehörte.
Hippolyt August Schaufert (1834–1872) thematisierte die Geißbockversteigerung in seinem Lustspiel Ein Kuß zur rechten Zeit oder der Geißbock von Lambrecht, das 1990 von Bruno Hain unter dem Titel De erschte Schmatz om rechte Platz ins Pfälzische übertragen wurde. Im Jahr 1924 drehte die Europa-Film AG (Berlin) unter dem Titel Fröhlich Pfalz, Gott erhalt’s einen Dokumentarfilm; hierfür wurde am 21. September 1924, einem Sonntag, die Geißbockversteigerung mit allem Drum und Dran zum zweiten Mal im gleichen Jahr aufgeführt. Das Fest der Geißbockversteigerung ist auch Gegenstand der 1956 uraufgeführten Operette Pfälzer Musikanten von Hans Striehl.

## Brunnen
Zwei pfälzische Bildhauer schufen in den beiden beteiligten Städten jeweils einen Brunnen, der die Geschichte der Geißbockversteigerung als Motiv hat – Gernot Rumpf aus Neustadt an der Weinstraße 1985 den  Geißbockbrunnen an der Deidesheimer Stadthalle, Theo Rörig aus Hettenleidelheim im Jahr 2000 den Geißbockbrunnen auf dem Herzog-Otto-Platz in Lambrecht.